# Ranova
Ranova is een kevergeslacht uit de familie van de boktorren (Cerambycidae). De wetenschappelijke naam van het geslacht werd voor het eerst geldig gepubliceerd in 1864 door Thomson.

## Soorten
Ranova omvat de volgende soorten:
- Ranova lineigera Fairmaire, 1889
- Ranova pictipes Thomson, 1864
- Ranova similis Breuning, 1953